# DRO Gran Reserva
DRO Gran Reserva es un álbum recopilatorio de varios artistas, editado en 1988, compuesto por 20 canciones, perteneciente a la compañía discográfica DRO, el CD carece de código de barras.

## Canciones
| N.º | Título                                      | Intérprete                 | Duración |  |
| 1.  | «Ayatollah!»                                | Siniestro Total            |          |  |
| 2.  | «Programa en espiral»                       | Aviador Dro                |          |  |
| 3.  | «Autosuficiencia»                           | Parálisis Permanente       |          |  |
| 4.  | «Corazón loco»                              | Glutamato Ye-Yé            |          |  |
| 5.  | «Que Dios reparta suerte»                   | Gabinete Caligari          |          |  |
| 6.  | «No puedo mirar»                            | Nacha Pop                  |          |  |
| 7.  | «Olaf el vikingo»                           | Los Nikis                  |          |  |
| 8.  | «Cien guitarras»                            | Los Coyotes                |          |  |
| 9.  | «El ritmo del garage»                       | Loquillo Y Los Trogloditas |          |  |
| 10. | «Arte moderno»                              | La Mode                    |          |  |
| 11. | «Más vale ser punkie que maricón de playas» | Siniestro Total            |          |  |
| 12. | «Una décima de segundo»                     | Nacha Pop                  |          |  |
| 13. | «Botas y tirantes»                          | Decibelios                 |          |  |
| 14. | «Vortex»                                    | Aviador Dro                |          |  |
| 15. | «El imperio contraataca»                    | Los Nikis                  |          |  |
| 16. | «Cuatro rosas»                              | Gabinete Caligari          |          |  |
| 17. | «1, 2, muévanse»                            | PVP                        |          |  |
| 18. | «No me beses en los labios»                 | Aerolíneas Federales       |          |  |
| 19. | «De máscaras y enigmas»                     | Alphaville                 |          |  |
| 20. | «Unidos»                                    | Parálisis Permanente       |          |  |